# Francisco da Costa Gomes
Francisco da Costa Gomes (30. června 1914, Chaves – 31. července 2001, Lisabon) byl portugalský armádní důstojník, politik a patnáctý prezident Portugalska (druhý po tzv. karafiátové revoluci).
Pocházel z katolické rodiny tvořené jeho matkou, otcem a jedenácti syny a dcerami (z nichž tři zemřeli před dosažením dospělosti). Po otcově smrti se da Costova matka kvůli nedostatku prostředků rozhodla poslat mladého muže na vojenskou školu, aby tam mohl pokračovat ve studiu. O vojenské profesi da Costa později řekl: „Kdybych si mohl vybrat, vojákem bych se nestal.“ Následně se věnoval vojenské kariéře. V koloniální otázce zastával nezbytnost politického řešení nad vojenským. Působil jako vojenský velitel 2. vojenské oblasti v Mosambiku, v letech 1965 až 1969 byl nejprve zástupcem velitele a posléze hlavním velitelem v Angole. Zde se výrazně zasadil o důsledné omezení moci partyzánů, díky čemuž byla v roce 1974 Angola relativně klidnou zemí.
Když 30. září 1974 odstoupil po nezdařeném převratu z postu prezidenta Portugalské republiky generál António de Spinola (1910–1996), byl vládnoucí vojenskou juntou výkonem prezidentského úřadu pověřen da Costa Gomes. Krátce na to proběhla 25. listopadu 1975 revoluce, která svrhla vojenskou diktaturu. V obtížné situaci se snažil bránit eskalaci konfliktu a úřad zastával do 27. června 1976, kdy v první řádné prezidentské volbě zvítězil generál António Ramalho Eanes. V roce 1982 byl Costa Gomes jmenován polním maršálem (marechal de campo).
Zemřel 31. července 2001.

## Vyznamenání

### Portugalská vyznamenání
- důstojník Řádu avizských rytířů – 16. září 1950[1]
- komtur Řádu avizských rytířů – 28. prosince 1953[1]
- velkodůstojník Řádu avizských rytířů – 20. srpna 1971[1]
- komtur Řádu věže a meče – 2. listopadu 1972[1]

### Zahraniční vyznamenání
- velkodůstojník Řádu Jižního kříže – Brazílie, 21. listopadu 1972[2]
- Řád hvězdy Rumunské socialistické republiky I. třídy – Rumunsko, 15. dubna 1976[2]
- velkokříž Řádu za zásluhy Polské republiky – Polsko, 7. května 1976[2]
- velkokříž Řádu čestné legie – Francie, 20. května 1976[2]
- velkokříž Národního řádu lva – 6. července 1976[2]